# アウトストラーダ A22
アウトストラーダ A22(又はアウトストラーダ・デル・ブレンネロ、またはアウトブレンネロ、ドイツ語ではブレンネラウトバーン) は、イタリアのアウトストラーダ網の主要幹線である。パダーナ平原とA1を、オーストリアとドイツに接続している。この道路はアウトストラーダ・デル・ブレンネロ株式会社が管理している。

## 歴史

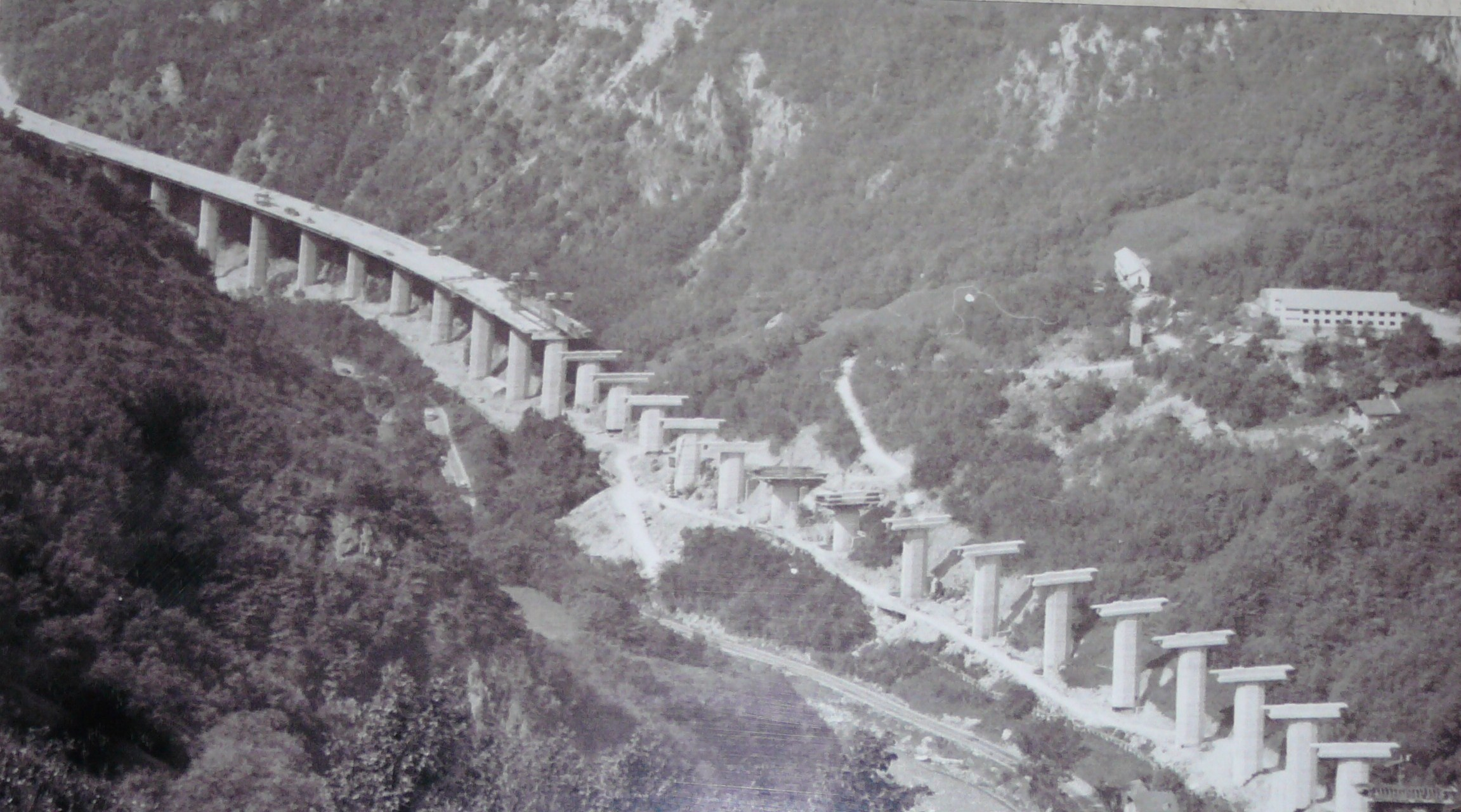
1970年代のイザルコ渓谷を渡る高架橋の工事

1949年に、道路交通に関するジュネーヴ条約が進められている間に、現在のアウトブレンネロは既に、スカンジナビア半島とイタリア最南端を接続するE45の経路の一部になっていた。
計画実現の次の段階は、1959年2月20日にアウトストラーダ・デル・ブレンネロ株式会社が設立された時だった。この会社は2年後にこのアウトストラーダの建設及び管理の許可を得て、現在もこの道路を管理している。経路は当初、上院議員のグイド・デ・ウンテリクテルが指名したブルーノ・ジェンティリーニとリーノ・ジェンティリーニの兄弟により設計された。その経路は少し変更され、片側幅員7.5mの上下線分離道路とされた。ブレンネロとヴェローナの区間の計画は、1962年1月25日にANASにより承認され、ヴェローナとモデナの区間については、翌年承認された。
1963年には、経路の最終的設計が承認され国際的な資金提供のおかげもあり実際の建設が始められ、1968年12月21日に、ボルツァーノとトレントの50km区間が開通した。1971年4月5日には、イタリアとオーストリアの間の最初の高速道路での移動が始まった。
他の区間の開通の後、建設工事の観点で最も厳しかったキウーザとボルツァーノの区間が1974年4月11日に開通し、全線が開通した。当時は全体で、21の出入口と12のサービスエリアがあった。
当時の工事費用総額は243,721,821,000リラ、すなわち1kmあたり7.8億リラだった。1984年になって初めてA22が最初の営業利益を上げることができた。
何年もの間に、いくつかの変更が加わった。その多くは、出入口の開通と閉鎖である。
- "ブレッサノーネ南 - 工業地域": 北方面のみの出入口であり、南方面は計画中
- "トレント南": 2011年5月3日にアディージェ川を渡る橋を含み1,750万ユーロをかけて建設[6]
- "トレント中央": 2011年5月23日から出口閉鎖[7]

現在、このアウトストラーダの延長は313.5kmであり、入口23箇所、出口22箇所、セキュリティセンター6箇所、サービスセンター6箇所、サービスエリア22箇所を有している。

## 経路の特徴
総延長315kmの経路は、北イタリアを縦断している。モデナでアウトストラーダ A1から分岐するところから始まり、平野部を北に進み、カルピ、マントヴァをとおり、ヴェローナでA4と交差し、ガルダ湖に並走するアディージェ渓谷に沿ってのぼり、ロヴェレート、トレントを通ってボルツァーノに到達する。ここからイザルコ渓谷を進みブレッサノーネとヴィピテーノをとおり、ブレンネロの税関に到着する。モデナからミュンヘンまでの緑の回廊は、ここから先はオーストリアのブレンナー・アウトバーンとして続く。このアウトストラーダは、イタリアの4州(トレンティーノ＝アルト・アディジェ州、ヴェネト州、ロンバルディア州、エミリア＝ロマーニャ州)を通過する。
あきらかに、この道路は欧州の南北を接続するためにとりわけ重要なアウトストラーダのひとつである。アルプスのなるべく低い谷間を利用するように考えて造られており、ブレンネロでも海抜1,375mにとどまっている。
統計的にみると、この幹線道路を1日に3万台から4万台の車が通っており(そのうち1/3が大型車両)、交通量はヴァケーション期にピークが高くなり、大量の交通により頻繁に渋滞が発生している。これらの問題を解決するために、特別な貨物車に貨物を積み、ヴェローナから鉄道で海外に輸送するという、大型車両によるインターモーダル輸送の使用が提案され、奨励されている。
茶色が特徴のA22のガードレールは、耐食性と機械的強度に優れた合金であるコルテン鋼だけで造られている。
交通情報は、トレンティーノ＝アルト・アディジェ州では、イタリア語はラジオNBC、ドイツ語はラジオ南チロル1により放送されており、残りの区間ではラジオ・ピーコにより放送されている。

### 欧州自動車道路
A22は欧州自動車道路網内で、カレスアンド(スウェーデン北端の町)とジェーラを結ぶ南北の幹線E45号線の一部であり、ヴェローナで東西の幹線であるE70号線(そこではアウトストラーダ A4)と交差する。

## 行程

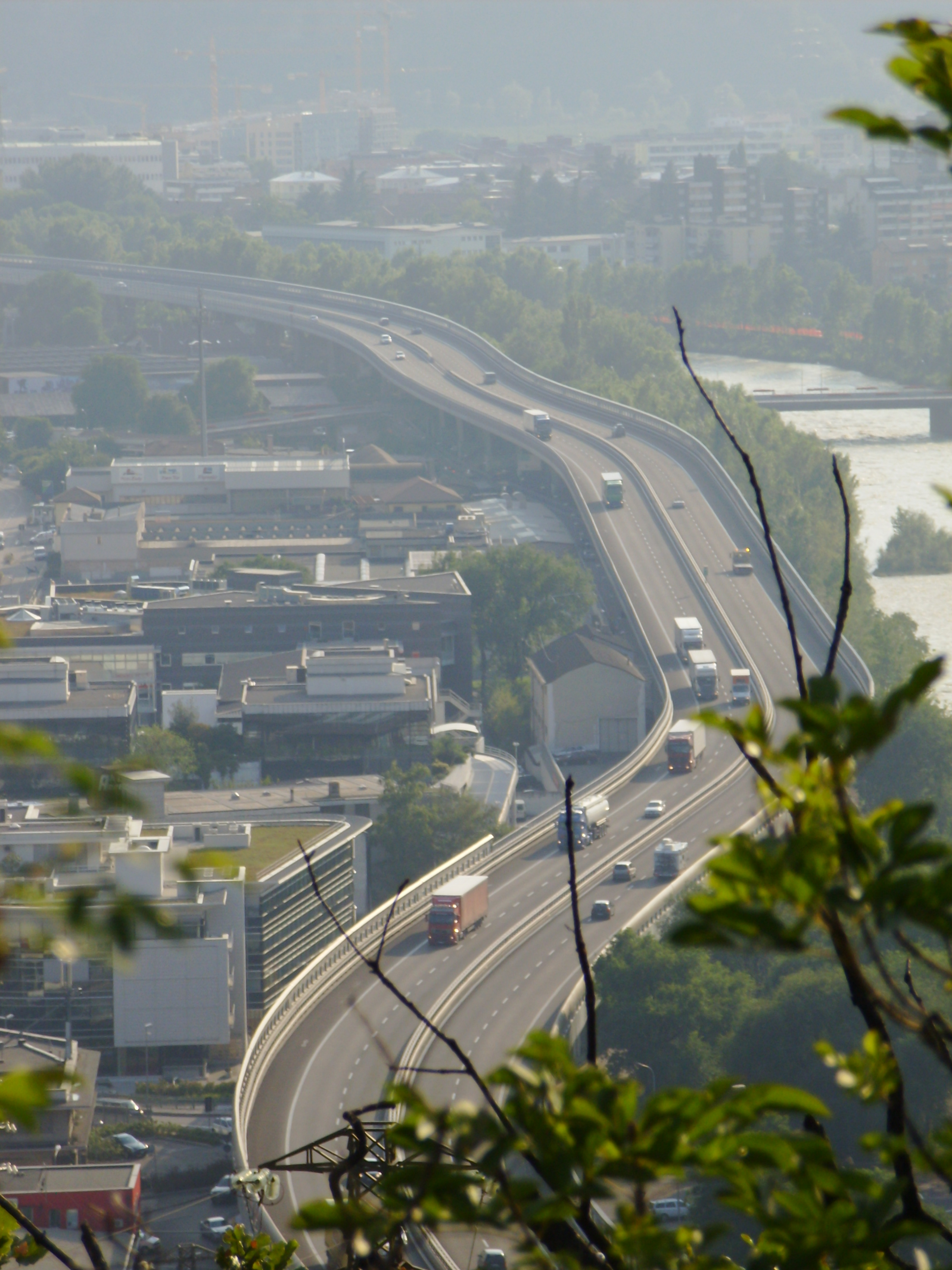
ボルツァーノの工業地帯を通過するA22

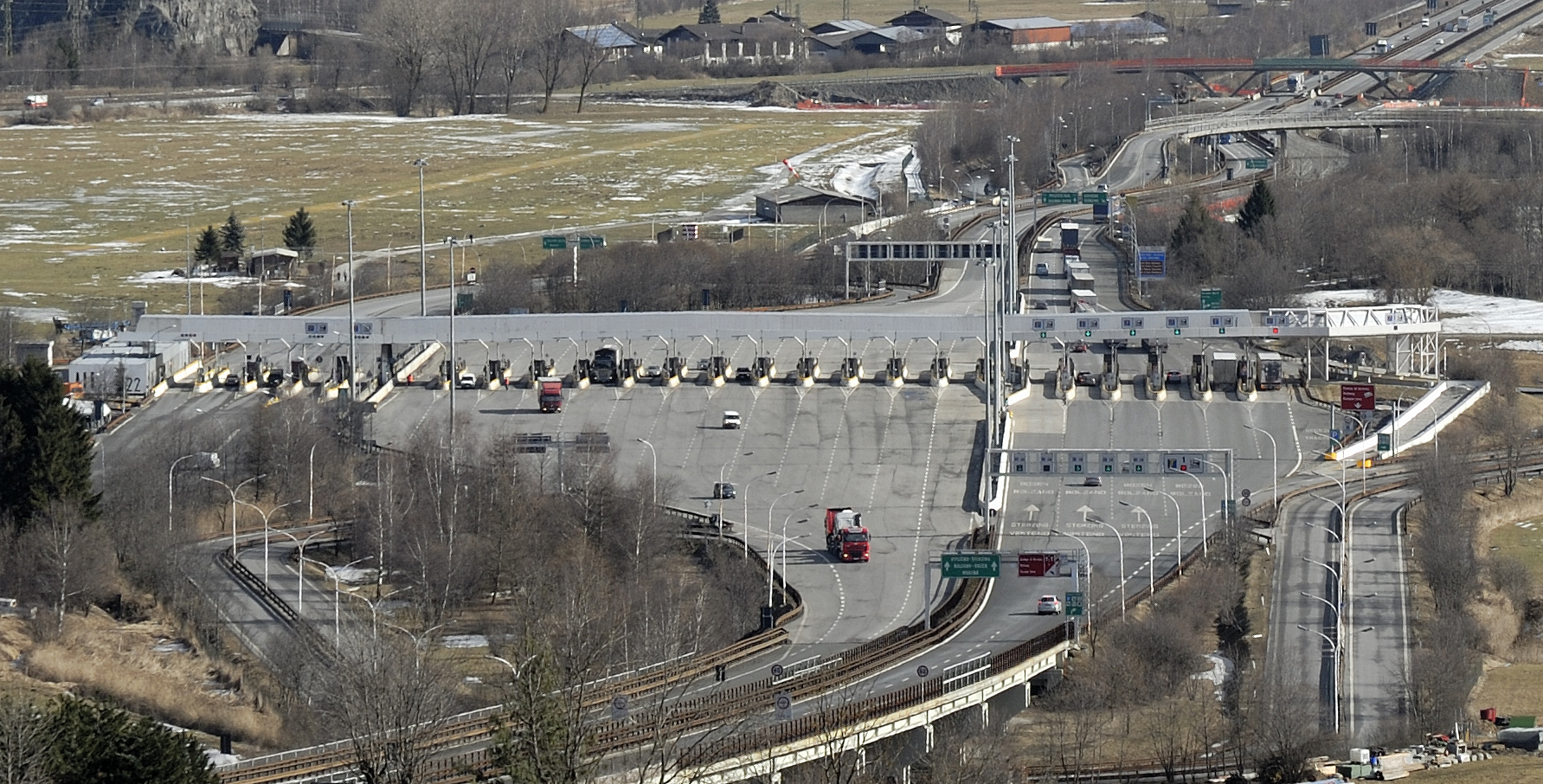
ヴィピテーノ本線料金所

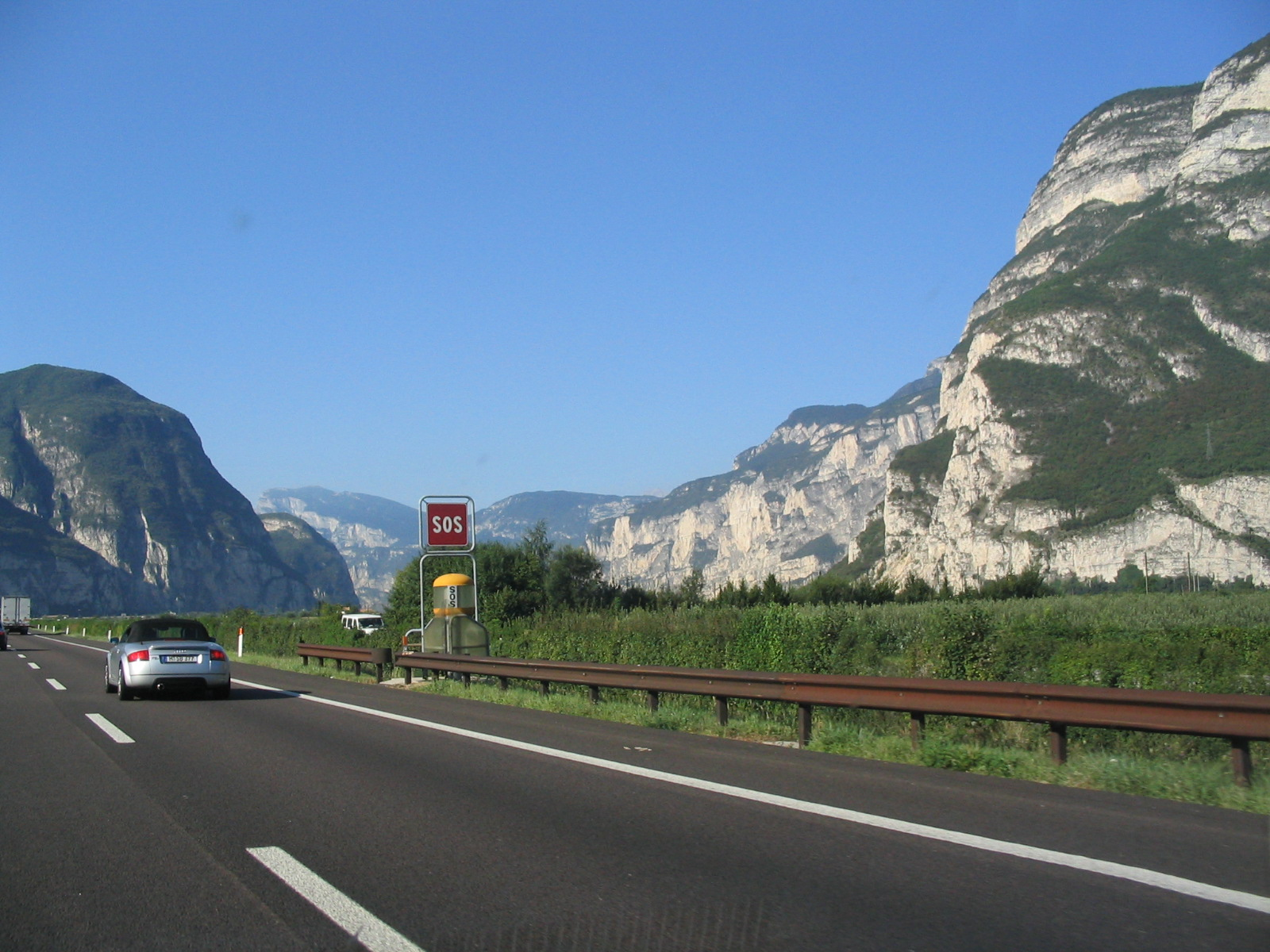
エニャ・オーラ・テルメーノ付近モデナ方面

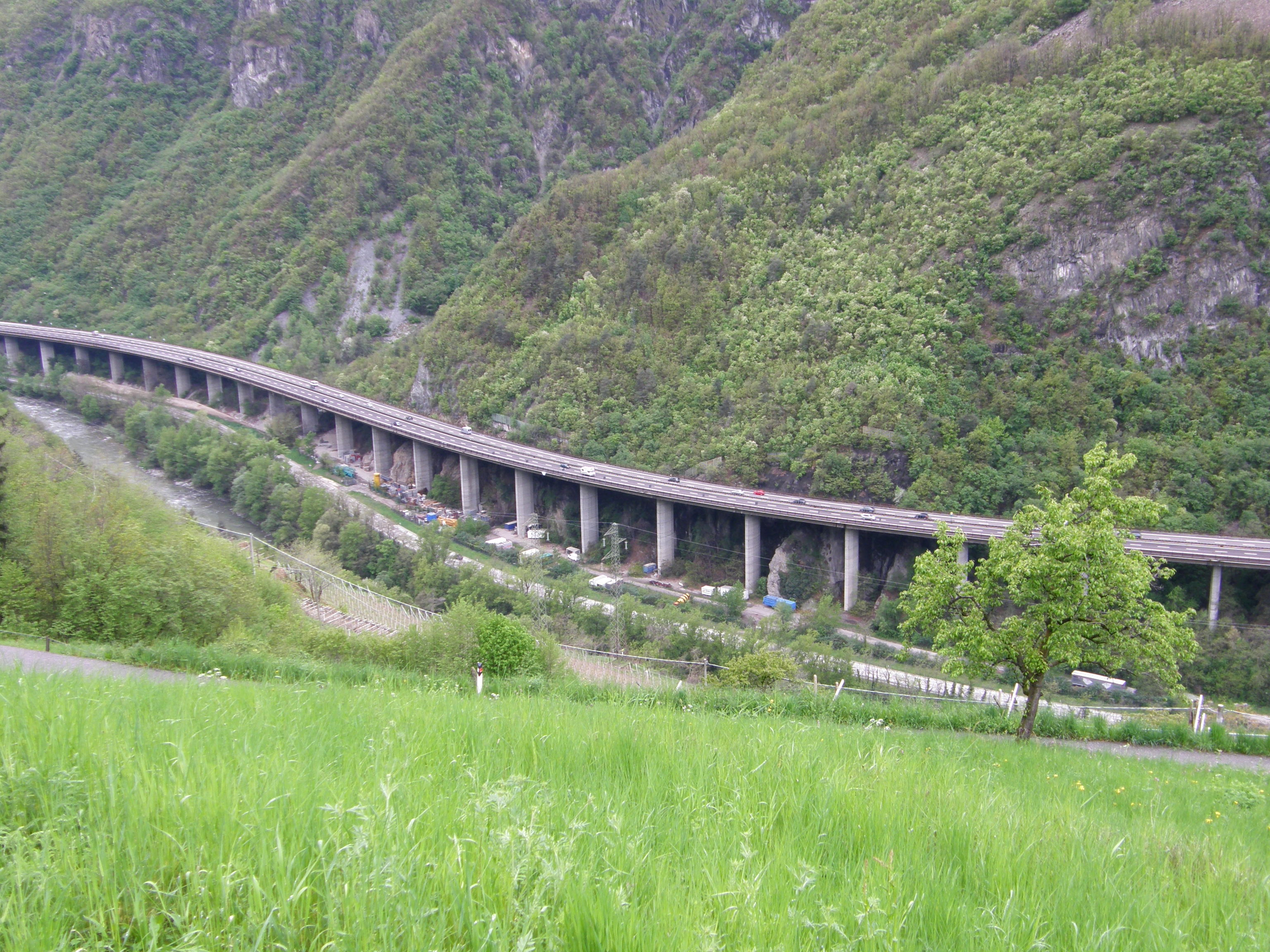
イザルコ渓谷の高架橋

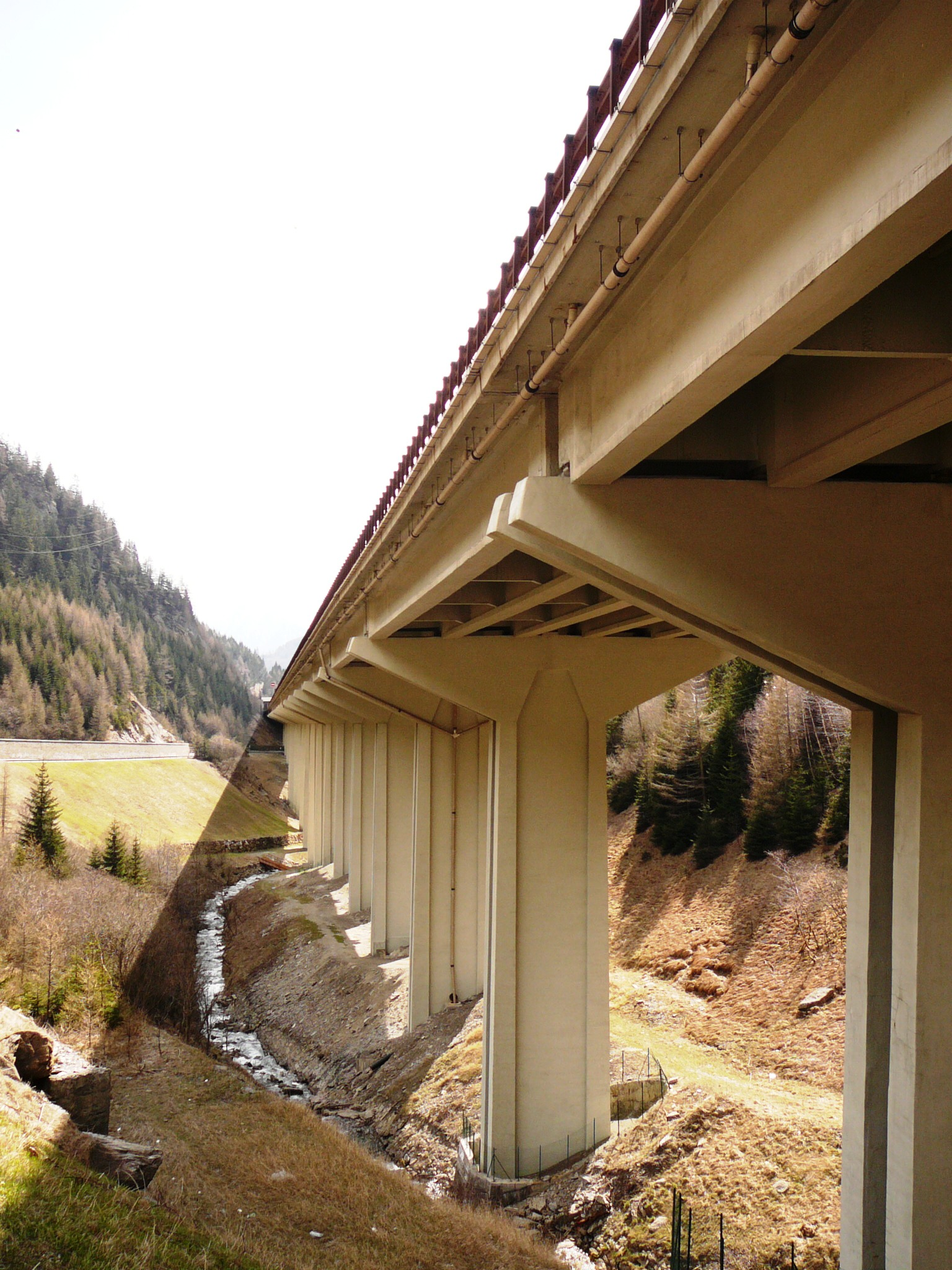
ブレンネロ・テルメの南の高い高架橋

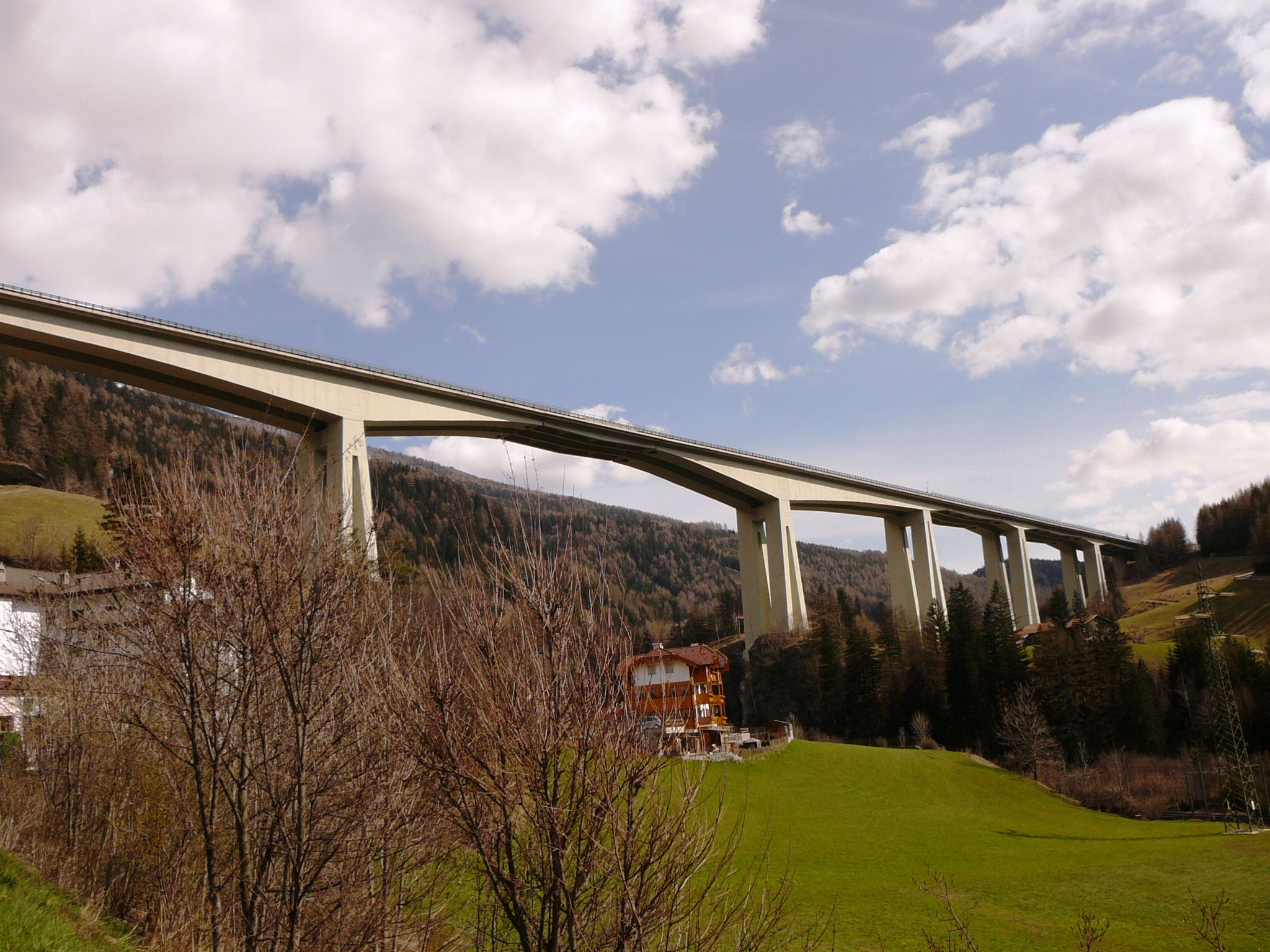
コッレ・イザルコの町の上を通過する高架橋

## 行程[注釈 5]
| MODENA – BRENNERO Autostrada del Brennero |                                                  |      |      |      |                |
| 種別                                      | 方面                                             | ↓km↓ | ↑km↑ | 地域 | 欧州自動車道路 |
|                                           | Milano - Bologna                                 | 0    | 315  | MO   |                |
|                                           | Campogalliano                                    | 3    | 311  | MO   |                |
|                                           | "Campogalliano"サービスエリア                    | 5    | 309  | MO   |                |
|                                           | Carpi                                            | 11   | 303  | MO   |                |
|                                           | Reggiolo - Rolo                                  | 28   | 286  | RE   |                |
|                                           | Pegognaga Suzzara - Parma                        | 37   | 277  | MN   |                |
|                                           | "Po"サービスエリア                               | 47   | 267  | MN   |                |
|                                           | Mantova sud                                      | 49   | 265  | MN   |                |
|                                           | Mantova nord                                     | 57   | 257  | MN   |                |
|                                           | Nogarole Rocca                                   | 71   | 243  | VR   |                |
|                                           | "Povegliano"サービスエリア                       | 74   | 240  | VR   |                |
|                                           | Milano - Venezia Verona sud                      | 86   | 228  | VR   |                |
|                                           | Verona nord Verona-Villafranca                   | 88   | 226  | VR   |                |
|                                           | "Garda"サービスエリア                            | 104  | 210  | VR   |                |
|                                           | Affi - Lago di Garda sud Lago di Garda           | 108  | 206  | VR   |                |
|                                           | "Adige"サービスエリア                            | 128  | 186  | VR   |                |
|                                           | Ala - Avio                                       | 135  | 179  | TN   |                |
|                                           | Rovereto sud - Lago di Garda nord Lago di Garda  | 147  | 167  | TN   |                |
|                                           | "Nogaredo"サービスエリア                         | 154  | 160  | TN   |                |
|                                           | Rovereto nord                                    | 156  | 158  | TN   |                |
|                                           | Trento sud                                       | 174  | 140  | TN   |                |
|                                           | Trento centro SS45 Bis gardesana occidentiale    | 178  | 136  | TN   |                |
|                                           | Trento nord Interporto di Trento della Valsugana | 182  | 132  | TN   |                |
|                                           | "Paganella"サービスエリア                        | 185  | 129  | TN   |                |
|                                           | San Michele all'Adige - Mezzocorona              | 193  | 121  | TN   |                |
|                                           | Egna - Ora - Termeno                             | 212  | 102  | BZ   |                |
|                                           | "Castel Varco"サービスエリア                     | 218  | 99   | BZ   |                |
|                                           | Bolzano sud Bolzano-Dolomiti dello Stelvio       | 229  | 85   | BZ   |                |
|                                           | Bolzano nord - Val d'Ega                         | 237  | 77   | BZ   |                |
|                                           | "Sciliar"サービスエリア                          | —    | 69   | BZ   |                |
|                                           | "Isarco"サービスエリア                           | 250  | —    | BZ   |                |
|                                           | Chiusa - Val Gardena                             | 261  | 53   | BZ   |                |
|                                           | Bressanone zona industriale                      | 266  | 48   | BZ   |                |
|                                           | "Plose"サービスエリア                            | 272  | 42   | BZ   |                |
|                                           | Bressanone - Val Pusteria della Pusteria         | 276  | 38   | BZ   |                |
|                                           | "Trens"サービスエリア                            | 294  | 20   | BZ   |                |
|                                           | Vipiteno dell'Abetone e del Brennero             | 298  | 16   | BZ   |                |
|                                           | "Vipiteno"本線料金所                             | 298  | 16   | BZ   |                |
|                                           | Ponticolo - Colle Isarco                         | 307  | —    | BZ   |                |
|                                           | Terme di Brennero                                | —    | 6    | BZ   |                |
|                                           | Brennero sud Stazione di Brennero                | 309  | 5    | BZ   |                |
|                                           | "Plessi Museum"パーキングエリア                  | 312  | 1    | BZ   |                |
|                                           | Austria Innsbruck                                | 313  | 0    | BZ   |                |

## 工事と計画

### 動的車線制御
トレント南とロヴェレート北の間の区間で、渋滞時に緊急車線を3番目の車線として利用する動的3車線化が試行されている。道路上に設置された電光掲示板により、走行可能車線は緑色の矢印、車線がまもなく使えなくなる時は黄色の斜め矢印、使用停止車線は赤色のX印を表示する。ボルツァーノ南とヴェローナ北出入口の間の動的車線化の実現を予定している。そこから南は、次項に示すように、恒久的な3車線化を進めている。

### 3車線化
2016年に、ヴェローナ北出入口とモデナのA1とのジャンクションの間の区間の3車線化工事が始まった。A1とのジャンクション部は交通量の定常的な増加と将来のサッスオーロ方面への延長に備えて拡張される。3車線化のための土地の収用は実施されず、上下線の間の幅11mの中央分離帯が使われる。最終的には、3車線化とともに、緊急車線は3.5mの幅員を確保し、33箇所の加速/減速車線を延べ9.3km拡幅し、309箇所の緊急退避所を造る計画である。

### カンポガッリアーノ - サッスオーロ接続路
A22を、カンポガッリアーノジャンクションからサッスオーロまで、出入口6箇所で総延長16km南に延伸する計画は、2005年にANASの取締役会で承認された。AutoCSの各社(Autostrada del Brennero spa, Coopsette, Impresa Pizzarotti & C., Cordioli, Edilizia Wipptal, Oberosler e Consorzio stabile Coseam Italia)の臨時共同会社が契約したこの工事は、2018年5月開始の予定で、工事期間は4年、予想費用は5.16億ユーロだった。しかし、2021年8月の時点で、まだ工事は開始されていない。その理由は、Covid-19による都市封鎖の影響により、AutoCSが当初計画した時の交通量、すなわち収益が確保できず、道路を持続的に管理することが難しいと判断し、工事着手に踏み切れていないためである 。
実施計画には総延長25.5kmの道路建設が予定されている。そのうち14kmは、カンポガッリアーノからサッスオーロままでの延伸、6.5kmはルビーエラ南環状線、その接続部が1.4km、そして、3.6kmは、モデナ環状線との接続部である。この道路では、高架橋2本(長さ814mのゼッキア川を渡るためのものと、長さ621mのvia Emilia(SS9)とミラノ-ボローニャ鉄道をまたぐためのもの)、コロンバローネ・ディ・フォルミジーネの湿原を保存するためのふたつのトンネル、他の道路と交差するための、15のアンダーパス、12のオーバーパス、の建設が計画されている。

### ティ・ブレ (A15との接続路)
ティ・ブレ計画(ティレーノ-ブレンネロのそれぞれの頭の部分をとった略語)は、アウトストラーダ A15を北に、フォンテヴィーヴォ(パルマの北)からA22のノガローレ・ロッカ出入口まで、85km延伸する計画で、総費用は27億ユーロである。パルマ県のサン・クイーリコ・ディ・トレカザーリまでの12km区間を5.13億ユーロの予算で建設中である。

### トレントとロヴェレートの市街バイパス
これはトレント自治県が検討しているもので、トレントの北出入口と南出入口の間、ロヴェレートの北出入口と南出入口の間、のそれぞれの区間を無料にすることで、都市内の交通問題を軽減しようというものである。特にロヴェレートには環状路が無く、非常に長い渋滞ができ、それが小さな事故や追突を頻繁に発生ている。この特定の二つの出入口を入って出るということに限って無料を適用するというこの構想は、自治体がA22の管理会社との間で合意した負担額が年間約100万ユーロであり、2億ユーロと想定される新たな環状路建設費用より経済的であり、かつ、新しい道路を建設することに対する環境と景観への影響もないため、好ましいと考えられている。

### 水素ハイウェイ
A22は欧州で最初の"水素ハイウェイ"になる予定である。2010年内には、カリフォルニア州知事アーノルド・シュワルツェネッガーの要請で実現したカリフォルニア水素網(CaH2Net)を手本として、水素の供給施設を設置する必要があった。自然界に自由な状態で存在しない水素は、石油または代替資源から生産する必要がある。ボルツァーノ地域で適用される厳格な環境保護に沿って、水素ガスは再生可能な資源から生産しなければならない。ルイス・ドゥルンヴァルダーとシルヴァーノ・グリゼンティがそれぞれ率いる州とA22の長期にわたる躊躇の後、および2012年の膠着状態の後、2013年に水素製造施設の建設工事がようやく開始された。
2014年の夏、工場は11月末にボルツァーノ南出入口近くに開設された新しい供給施設に燃料を供給開始した。

### トレント南出入口
2011年5月3日にトレント南出入口が開通し、アウトストラーダの通行止めなど必要に応じて交通流を一般道(環状路)に向けることができるようになった。トレント南出入口の開通とともに、トレント中央出入口の出口は閉鎖された。